# 반 더시터르 공간
반 더시터르 공간(反 de Sitter 空間, 영어: anti–de Sitter space, 기호 AdS)은 최대 대칭적(maximally symmetric)이고, 음의 스칼라 곡률을 갖는 로런츠 다양체다. 쌍곡공간을 임의의 부호수에 대하여 일반화한 것이다. (더시터르 공간은 최대대칭적이고 양의 스칼라 곡률을 갖는 다양체다.) 빌럼 더시터르의 이름을 땄다.
반 더시터르 공간은 음의 우주상수를 가지는 일반 상대성 이론의 진공해를 이루며, 또 끈 이론에서 AdS/CFT 대응성에 중요한 역할을 한다.

## 정의
부호수가 {\displaystyle (p,q)}인 반 더시터르 공간은 부호수가 {\displaystyle (p,q+1)}인 민코프스키 공간에 국소적 등거리 묻기가 가능하다. {\displaystyle (p,q+1)}-민코프스키 공간의 계량 형식은
{\displaystyle ds^{2}=\sum _{i=1}^{p}dx_{i}^{2}-\sum _{j=1}^{q+1}dt_{j}^{2}}
이다. 이 때, 반 더시터르 공간은 다음 식을 만족하는 부분공간으로 정의할 수 있다.
{\displaystyle \sum _{i=1}^{p}x_{i}^{2}-\sum _{j=1}^{q+1}t_{j}^{2}=-\alpha ^{2}}
여기서 {\displaystyle \alpha >0}는 양의 실수로, 반 더시터르 반지름(영어: anti-de Sitter radius)이라고 불린다. 즉, 반 더시터르 공간은 민코프스키 공간에서의 구이다. 이 때, {\displaystyle q=0}이면 이는 일반적인 쌍곡공간이 된다.
{\displaystyle q\geq 1}인 경우, 이 등거리묻기를 전역적으로 생각하여 정의한 부분공간은 시간꼴 폐곡선을 지닌다. {\displaystyle q=1}인 경우, 이는 범피복 공간을 취하여 시간꼴 폐곡선을 없앨 수 있다. ({\displaystyle q>1}인 경우는 그렇지 않다.) 시간꼴 폐곡선은 물리학적으로 역설적이므로, 일반적으로 물리학에서 "반더시터르 공간"이라면 범피복 공간을 취한 경우를 일컫는다.
반 더시터르 공간은 범피복 공간을 취하지 않은 경우 등거리변환군이 {\displaystyle O(p,q+1)}이다. 범피복 공간을 취하였다면, 등거리변환군은 {\displaystyle O(p,q+1)}의 어떤 피복군이 된다.

## 성질
{\displaystyle d}차원 (로런츠 계량 부호수) 반 더시터르 공간의 리만 곡률은 다음과 같다. ({\displaystyle -++\dotsb +} 부호수를 사용한다.)
{\displaystyle R_{\mu \nu \rho \sigma }=\alpha ^{-2}(g_{\mu \sigma }g_{\nu \rho }-g_{\mu \rho }g_{\nu \sigma })}
따라서 리치 곡률과 스칼라 곡률은 다음과 같다.
{\displaystyle R_{\mu \nu }=-(d-1)\alpha ^{-2}g_{\mu \nu }}
{\displaystyle R=-d(d-1)\alpha ^{-2}}.
이로부터 반 더시터르 공간은 우주 상수
{\displaystyle \Lambda =-{\frac {1}{2}}(d-1)(d-2)\alpha ^{-2}}
인 아인슈타인 방정식의 해임을 알 수 있다.

### 등각 경계
반 더시터르 공간은 시간꼴(timelike) 등각 경계(영어: conformal boundary)를 가진다. n차원 반 더시터르 공간의 등각 경계는 위상수학적으로 {\displaystyle S^{n-1}\times S^{1}}이고, 범피복 공간을 취하였을 경우 위상수학적으로 {\displaystyle S^{n-1}\times \mathbb {R} }이다. 등각 경계가 시간꼴이므로, 반 더시터르 공간은 코시 곡면(Cauchy surface)을 가지지 않는다. 즉, 주어진 시간에 초기 조건을 부여하더라도, 등각 경계에 경계 조건을 부여하지 않으면 초기값 문제를 풀 수 없다.
특히, 빛의 속력의 입자는 반 더시터르 공간의 등각 경계에 유한 시간 안에 도달할 수 있다. 정적 좌표계를 사용하고, 입자의 궤적이 {\displaystyle r(t)}라고 하자. 입자가 빛의 속력으로 움직이므로
{\displaystyle 0=ds^{2}=-(r^{2}/\alpha ^{2}+1)dt^{2}+(r^{2}/\alpha ^{2}+1)^{-1}dr^{2}}
이고, 따라서
{\displaystyle t(r)=\int {\frac {dr}{1+r^{2}/\alpha ^{2}}}=\alpha \arctan(r/\alpha )}
이다. 즉,
{\displaystyle r(t)=\alpha \tan(t/\alpha )}
이다. 원점 {\displaystyle r=0}에서 등각 경계 {\displaystyle r=\infty }에 도달하기 위해 필요한 시간은
{\displaystyle t={\frac {\pi }{2}}\alpha }
임을 알 수 있다.
반 더시터르 공간의 푸앵카레 조각(영어: Poincaré patch)은 푸앵카레 좌표계로 나타낼 수 있는 부분공간이다. 푸앵카레 조각의 등각 경계는 n−1차원 민코프스키 공간이며, AdSn의 등거리사상군 SO(n−1,2)는 이 민코프스키 공간의 등각변환군으로 작용한다. 이는 AdS/CFT 대응성에 핵심적인 역할을 한다.

## 좌표계
반 더시터르 공간에는 여러 좌표계를 정의할 수 있다. 흔히 쓰이는 것들은 다음과 같다.

### 푸앵카레 좌표계

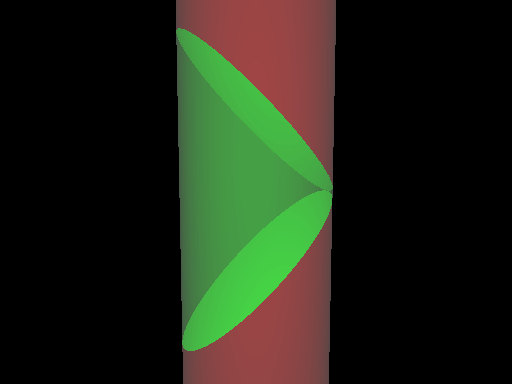
반 더시터르 공간(의 범피복 공간)의 형상화. 반 더시터르 공간은 원기둥의 내부에 해당하고, 그 등각 경계는 원기둥의 표면이다. 푸앵카레 조각은 녹색으로 칠해진 부분이다. 푸앵카레 조각의 표면은 마름모꼴인데, 이는 민코프스키 공간의 펜로즈 그림에 해당한다.

푸앵카레 좌표계(영어: Poincaré coordinates)를 사용하면 AdSn의 계량 텐서는 다음과 같다.
{\displaystyle ds^{2}={\frac {\alpha ^{2}}{z^{2}}}\left(-dt^{2}+dz^{2}+\sum _{i=1}^{n-2}(dx^{i})^{2}\right)}
반 더시터르 공간의 경계는 {\displaystyle z=0}에 위치해 있다.
푸앵카레 좌표계는 반 더시터르 공간의 전체를 덮지 않는다. 하나의 푸앵카레 좌표계로 나타낼 수 있는 부분공간을 푸앵카레 조각(영어: Poincaré patch)이라고 한다. 범피복 공간을 취하지 않았을 경우 반 더시터르 공간은 두 개의 푸앵카레 조각으로 이루어진다.

### 정적 좌표계
정적 좌표계(영어: static coordinates)를 사용하면 AdSn의 계량 텐서는 다음과 같다.
{\displaystyle ds^{2}=-(r^{2}/\alpha ^{2}+1)dt^{2}+(r^{2}/\alpha ^{2}+1)^{-1}dr^{2}+r^{2}d\Omega _{n-2}^{2}}
반 더시터르 공간의 경계는 {\displaystyle r=\infty }에 위치해 있다. 이 좌표계는 반 더시터르 공간 전체를 덮는다.

### 동시 좌표계
동시 좌표계(영어: synchronous coordinate)를 통해, 반 더시터르 공간 AdSn을 쌍곡공간 Hn−1로 엽층을 줄 수 있다. 이는 FLRW 계량의 특수한 경우다.
{\displaystyle ds^{2}=-dt^{2}+\alpha ^{2}\sin ^{2}(t/\alpha )\left(ds^{2}+(\sinh ^{2}s)d\Omega _{n-2}^{2}\right)}
{\displaystyle =-dt^{2}+\alpha ^{2}\sin ^{2}(t/\alpha )\left({\frac {dr^{2}}{1+r^{2}/\alpha ^{2}}}+r^{2}d\Omega _{n-2}^{2}\right)}
이 좌표계는 반 더시터르 공간의 일부만을 덮는다.

## 반 더시터르 공간 위에서의 양자장론
반 더시터르 공간에서의 양자장론은 민코프스키 공간이나 더시터르 공간과 구별되는 여러 다른 특성을 가진다.

### 초대칭
더시터르 공간에서는 초대칭이 존재할 수 없다. 그러나 반 더시터르 공간과 민코프스키 공간에서는 초대칭이 존재할 수 있다. 반 더시터르 공간에서는 민코프스키 공간에서 존재하지 않는 초다중항이 있는데, 이들을 일중항(영어: singlet) 표현이라고 한다.
특히, 다음과 같은 차원에서는 32개의 초전하를 가지는 초대칭이 존재하며, 이 경우 일중항 표현은 다음과 같다.
| 공간    | 초군(supergroup) | 초군의 보손 부분군 | 대응하는 막 | 일중항                                                     |
| ------- | ---------------- | ------------------ | ----------- | ---------------------------------------------------------- |
| AdS4×S7 | OSp(8\|4)        | SO(3,2)×SO(8)      | M2-막       | 스칼라 (×8), 스피너 (×8)                                   |
| AdS5×S5 | PSU(2,2\|4)      | SO(4,2)×SO(6)      | D3-막       | 벡터 (×1), 스피너 (×4), 스칼라 (×6)                        |
| AdS7×S4 | OSp(6,2\|4)      | SO(6,2)×SO(5)      | M5-막       | 손지기(chiral) 2차 미분형식 (×2), 스피너 (×8), 스칼라 (×5) |

이 기하학들은 끈 이론 또는 M이론에서 존재하는 막들의 사건 지평선 근처 기하학으로 얻을 수 있다. 위 표에서 "대응하는 막"은 이 막을 일컫는다. 이들은 AdS/CFT 대응성에서 중요한 역할을 한다.

### 음수 제곱 질량
민코프스키 공간에서는 불변 질량의 제곱 {\displaystyle m^{2}}이 항상 음이 아닌 실수이어야 한다. 제곱 질량이 음수인 경우는 타키온이라고 하며, 이는 진공의 불안정성을 나타낸다. 즉, 이러한 경우는 진공이 더 안정한, 타키온을 포함하지 않는 진공으로 붕괴하게 된다. 반면 반 더시터르 공간에서는 제곱 질량이 음수인 경우가 가능하다. 즉, {\displaystyle d}차원 반 더시터르 공간에서는 제곱 질량이
{\displaystyle m^{2}\geq -{\frac {(d-1)^{2}\hbar ^{2}c^{2}}{4\alpha ^{2}}}}
을 만족하면 일관적인 이론을 정의할 수 있다. 이 부등식을 브라이텐로너-프리드먼 하한(Breitenlohner–Freedman bound)이라고 하고, 페터 브라이텐로너(독일어: Peter Breitenlohner)와 대니얼 프리드먼(영어: Daniel Z. Freedman)이 1982년에 발견하였다. 만약
{\displaystyle -(d-1)^{2}/4\leq m^{2}c^{2}/\hbar ^{2}\leq 1-(d-1)^{2}/4}
인 경우 자유 스칼라장을 경계 조건에 따라 서로 다른 두 가지 방법으로 양자화할 수 있다. ({\displaystyle m^{2}>1-(d-1)^{2}/4}라면 양자화는 유일하다.)
반 더시터르 공간에서 음수 제곱 질량이 가능하다는 사실은 AdS/CFT 대응성에서 중요한 역할을 한다.

### 블랙홀과 열역학
반 더시터르 공간은 더시터르 공간과 달리 유한한 온도를 가지지 않는다.:579
반 더시터르 공간 속에 존재하는 블랙홀은 최소 온도를 가진다. 이 온도는 대략
{\displaystyle T_{0}\sim {\frac {\hbar c}{k_{B}\alpha }}}
이다.

## 같이 보기
- 더시터르 공간
- 등각 장론
- AdS/CFT 대응성